# Epidemia (album)
Epidemia – album amerykańskiego zespołu muzycznego Ill Niño. Wydawnictwo ukazało się 6 listopada 2012 roku nakładem wytwórni muzycznej Victory Records. Album dotarł do 20. miejsca listy Billboard Hard Rock Albums w Stanach Zjednoczonych sprzedając się w nakładzie 2,3 tys. egzemplarzy w przeciągu tygodnia od dnia premiery.
Nagrania były promowane teledyskami do utworów "La Epidemia" i "Forgive Me Father".

## Lista utworów
Opracowano na podstawie materiału źródłowego.
1. "The Depression" (sł. Cristian Machado, muz. Ill Niño) – 3:44
2. "Only The Unloved" (sł. Cristian Machado, muz. Ill Niño) – 3:39
3. "La Epidemia" (sł. Cristian Machado, muz. Ill Niño) – 3:11
4. "Eva" (sł. Cristian Machado, muz. Ill Niño) – 4:13
5. "Demi-God" (sł. Cristian Machado, muz. Ill Niño) – 3:17
6. "Death Wants More" (sł. Cristian Machado, muz. Ill Niño) – 3:35
7. "Escape" (sł. Cristian Machado, muz. Ill Niño) – 3:34
8. "Time Won't Save You" (sł. Cristian Machado, muz. Ill Niño) – 4:49
9. "Forgive Me Father..." (sł. Cristian Machado, muz. Ill Niño) – 3:29
10. "Invisible People" (sł. Cristian Machado, muz. Ill Niño) – 3:58

## Listy sprzedaży
| Lista                      | Kraj              | Pozycja |
| -------------------------- | ----------------- | ------- |
| Billboard Hard Rock Albums | Stany Zjednoczone | 20      |